# دين إي. فيشر
دين إي. فيشر (بالإنجليزية: Dean E. Fischer)‏ هو صحفي أمريكي، ولد في 27 أكتوبر 1936، وتوفي في 13 يوليو 2000.